# Loi fédérale (Allemagne)
 (mars 2023).
Si vous disposez d'ouvrages ou d'articles de référence ou si vous connaissez des sites web de qualité traitant du thème abordé ici, merci de compléter l'article en donnant les références utiles à sa vérifiabilité et en les liant à la section « Notes et références ».
Pour les articles homonymes, voir Loi fédérale.
Une loi fédérale, en allemand Bundesgesetz, est un texte législatif s’appliquant à l’ensemble de la fédération et adopté par le Bundestag, éventuellement avec approbation du Bundesrat, et promulgué par le président fédéral.